# Bijjanahalli, Pandavapura
Bijjanahalli là một làng thuộc tehsil Pandavapura, huyện Mandya, bang Karnataka, Ấn Độ.